# Partido Quebequense
O Partido Quebequense (em francês Parti Québécois) é um partido político de esquerda do Quebec, Canadá, que apoia a soberania nacional para a província de Quebec e a secessão do Canadá.

## Líderes
1. René Lévesque (1968-1985), Premier 1976-1985
2. Pierre-Marc Johnson (1985-1987), Premier 1985
3. Jacques Parizeau (1987-1996), Premier 1994-1996
4. Lucien Bouchard (1996-2001), Premier 1996-2001
5. Bernard Landry (2001-2005), Premier 2001-2003
6. Louise Harel (2005, ínterim)
7. André Boisclair (2005 - 2007)
8. François Gendron (2007; interinamente)
9. Pauline Marois (2007-2014)
10. Stéphane Bédard (2014; interinamente)
11. Jean-François Lisée (2016)

## Resultados Eleitorais
Eleições regionais do Quebec
| Data | CI. | Votos     | %            | +/.  | Deputados | +/- | Status   |
| ---- | --- | --------- | ------------ | ---- | --------- | --- | -------- |
| 1970 | 2.º | 662 404   | 23,1 / 100,0 |      | 7 / 110   |     | Oposição |
| 1973 | 2.º | 897 809   | 30,2 / 100,0 | 7,1  | 6 / 110   | 1   | Oposição |
| 1976 | 1.º | 1 390 351 | 41,4 / 100,0 | 11,2 | 71 / 110  | 65  | Governo  |
| 1981 | 1.º | 1 773 227 | 49,3 / 100,0 | 7,9  | 80 / 122  | 9   | Governo  |
| 1985 | 2.º | 1 320 008 | 38,7 / 100,0 | 10,5 | 23 / 122  | 57  | Oposição |
| 1989 | 2.º | 1 369 067 | 40,2 / 100,0 | 1,5  | 29 / 125  | 6   | Oposição |
| 1994 | 1.º | 1 751 442 | 44,8 / 100,0 | 4,2  | 77 / 125  | 48  | Governo  |
| 1998 | 2.º | 1 744 240 | 42,9 / 100,0 | 1,9  | 76 / 125  | 1   | Governo  |
| 2003 | 2.º | 1 269 183 | 33,2 / 100,0 | 9,7  | 45 / 125  | 31  | Oposição |
| 2007 | 3.º | 1 125 546 | 28,4 / 100,0 | 4,8  | 36 / 125  | 9   | Oposição |
| 2008 | 2.º | 1 141 751 | 35,2 / 100,0 | 6,8  | 51 / 125  | 15  | Oposição |
| 2012 | 1.º | 1 393 703 | 32,0 / 100,0 | 3,2  | 54 / 125  | 3   | Governo  |
| 2014 | 2.º | 1 074 120 | 25,4 / 100,0 | 6,6  | 30 / 125  | 24  | Oposição |